# 1964年12月南越政變
1964年12月南越政變，發生於1964年12月19日黎明，阮慶將軍領導的軍政府解散了國家高級委員會，並將其一些成員逮捕。國家高級委員會是一個根據美國要求而創立的、未經選舉的立法機構形式的文官顧問機構，以將軍政府粉飾為文官政權。國家高級委員會被解散令美國人感到失望，尤其是美國大使馬克斯維爾·泰勒，但無法對既成事實作出任何舉動，因為他們非常希望贏得越戰，並需要得到越南共和國陸軍的支持。